# Brzeźnica (Kętrzyn)
Brzeźnica (deutsch Birkenwerder) ist ein Ort in der polnischen Woiwodschaft Ermland-Masuren. Er gehört zur Gmina Kętrzyn (Landgemeinde Rastenburg) im Powiat Kętrzyński (Kreis Rastenburg).

## Geographische Lage
Brzeźnica liegt in der nördlichen Mitte der Woiwodschaft Ermland-Masuren, zwei Kilometer südlich der Stadt Kętrzyn (deutsch Rastenburg).

## Geschichte
Der kleine Ort Birkenwerder hieß bis zum 27. März 1912 „Abbau Mahraun“. Bis 1945 war er ein Wohnplatz innerhalb der Gemeinde Neuendorf (polnisch Nowa Wieś Kętrzyńska) im ostpreußischen Kreis Rastenburg.
In Kriegsfolge kam 1945 das gesamte südliche Ostpreußen zu Polen. Birkenwerder erhielt die polnische Namensform „Brzeźnica“ und ist heute „część wsi Nowa Wieś Mała“ (= „Teil des Orts Nowa Wieś Mała“) innerhalb der Landgemeinde Kętrzyn (Rastenburg) im Powiat Kętrzyński (Kreis Rastenburg).

## Kirche
Bis 1945 war Birkenwerder in die evangelische Pfarrkirche Rastenburg in der Kirchenprovinz Ostpreußen der Kirche der Altpreußischen Union, außerdem in die römisch-katholische Kirche St. Katharinen in Rastenburg, Bistum Ermland, eingepfarrt.
Heute gehört Brzeźnica katholischerseits ebenfalls zur Stadt Kętrzyn, jetzt im Erzbistum Ermland gelegen, evangelischerseits zur Johanneskirche Kętrzyn in der Diözese Masuren der Evangelisch-Augsburgischen Kirche in Polen.

## Verkehr
Brzeźnica liegt an einer Nebenstraße, die von Kętrzyn bis nach Sławkowo (Reimsdorf) verläuft und sich in Brzeźnica in eine Straße nach Windykajmy (Windtkeim) verzweigt. 
Eine direkte Bahnanbindung besteht nicht. Der nächste Bahnhof ist der in der Stadt Kętrzyn.